# Caerostris corticosa
Caerostris corticosa är en spindelart som beskrevs av Pocock 1902. Caerostris corticosa ingår i släktet Caerostris och familjen hjulspindlar. Inga underarter finns listade.